# Heribert Schwörbel
Heribert Otto Paul Schwörbel (* 28. Februar 1881 in Köln-Deutz; † 5. Oktober 1969) war ein deutscher Jurist und Botschafter des Deutschen Reichs.

## Leben
Während seines Studiums wurde Heribert Otto Paul Schwörbel Mitglied beim Verein Deutscher Studenten Berlin. Er wurde 1906 mit „Die staats- und völkerrechtliche Stellung der deutschen Schutzgebiete. Nebst Anhang: Über das Kolonialstaatsrecht Englands und Frankreichs“ an der Friedrich-Alexander-Universität Erlangen zum Doktor der Rechtswissenschaften promoviert.
Anschließend übernahm Heribert Schwörbel den Posten des Attachés beim kaiserlichen Generalkonsulat in Konstantinopel. Im Jahr 1911 wurde sein Sohn Herbert Schwörbel geboren. Ende März 1914 war Schwörbel am Konsulat des Deutschen Reichs in Saloniki als Dragoman akkreditiert. Am 28. März 1916 schrieb Schwörbel aus Pera an den Generalkonsul in der Botschaft Konstantinopel, Johann Heinrich Mordtmann (1852–1932), einen Privatbrief, da ein Neffe seines Hausverwalters beim Völkermord an den Armeniern verschleppt worden war. Im Jahr 1915 kam sein zweiter Sohn Edgar Schwörbel zur Welt.

Von 1927 bis 1931 war Schwörbel am Konsulat des Deutschen Reichs in Beirut akkreditiert und vertrat damit deutsche Auslandsinteressen in Syrien und Libanon. Als Konsul war er an den Verhandlungen um die Ausgrabungen von Tell Halaf durch Max von Oppenheim beteiligt. In einer Veröffentlichung über die Arbeiten der deutschen Diplomaten in Afrika kommt zum Ausdruck, dass Heribert Schwörbel sich bei Verhandlungen häufig ein Selbstbestimmungsrecht von Eingeborenen erwähnt hatte, wie folgendes Zitat verdeutlicht:

„Die Kulturstellung eines europäischen Staates verlangt, daß er die Eingeborenen nicht einfach als nichtexistierende Wesen ansieht, sondern ihnen das freie Recht der Selbstbestimmung darüber, ob sie sich ‚persönlich‘ seiner Gewalt unterwerfen wollen, zugesteht. Stößt er freilich auf Widerstand bei der eingeborenen Bevölkerung, so ist er dadurch in keiner Weise an der Okkupation behindert. (…) Die Verträge des Deutschen Reiches mit den Eingeborenen sind sonach als zur Unterstützung der Okkupationshandlung geschlossen anzusehen.(…) Das Völkerrecht erblickt in dem Stamm keine völkerrechtliche Person, sondern eine Mehrheit von Personen. Tritt ein Häuptling Land an einen Staat ab, so ist der hierüber geschlossene Vertrag verbindlich. Er hat aber für das Völkerrecht nicht die Bedeutung einer Gebietsabtretung. Der Erwerber kann die Gebietshoheit nur durch Okkupation erwerben, weil der Häuptling nicht Organ eines anerkannten Staates ist, der Stamm keine völkerrechtliche Gebietshoheit hat.“

In einer anderen Quelle wird Heribert O. P. Schwörbel von etwa Dezember 1930 bis 1933 als deutscher Vertreter im Range eines Gesandten in Afghanistan angegeben.
In der Zeit des Nationalsozialismus wurde Schwörbel 1940 zum Sonderbevollmächtigten in Presseangelegenheiten an der Botschaft des Deutschen Reichs in Athen ernannt. Von dort avancierte er zum Südostreferenten der Presseabteilung des Auswärtigen Amtes. Außerdem saß er im Leitungsgremium der Transkontinent Press, einer Nachrichtenagentur des Auswärtigen Amtes, und war Redakteur der Illustrierten Berlin Rom Tokio. Ab Ende 1943 leitete er in Spanien das Konsulat in Vigo.
Schwörbel war Korrespondent der NS-Wirtschaftszeitung Südost-Echo, die seit 1939 in Wien erschien.

## Schriften
- „Die Konsulargerichtsbarkeit und die Gerichtsbarkeit der gemischten Gerichtshöfe in Ägypten“, in: Mitteilungen des Seminars für Orientalische Sprachen (MSOS), Heft 9 (1906): S. 1–30.